# Аллегані (Каліфорнія)
Аллегані (англ. Alleghany) — переписна місцевість (CDP) в США, в окрузі Сьєрра штату Каліфорнія. Населення — 30 осіб (2020).

## Географія
Аллегані розташоване за координатами 39°28′0″ пн. ш. 120°50′28″ зх. д. / 39.46667° пн. ш. 120.84111° зх. д. (39.466660, -120.841124).  За даними Бюро перепису населення США в 2010 році переписна місцевість мала площу 0,90 км², уся площа — суходіл.

## Демографія
Згідно з переписом 2010 року, у переписній місцевості мешкало 58 осіб у 27 домогосподарствах у складі 17 родин. Густота населення становила 64 особи/км².  Було 40 помешкань (44/км²).
Расовий склад населення:
| - 100,0 % — білих |

До двох чи більше рас належало 0,0 %. Частка іспаномовних становила 1,7 % від усіх жителів.
За віковим діапазоном населення розподілялося таким чином: 13,8 % — особи молодші 18 років, 74,1 % — особи у віці 18—64 років, 12,1 % — особи у віці 65 років та старші. Медіана віку мешканця становила 53,0 року. На 100 осіб жіночої статі у переписній місцевості припадало 123,1 чоловіків;  на 100 жінок у віці від 18 років та старших — 117,4 чоловіків також старших 18 років.
Цивільне працевлаштоване населення становило 0 осіб. 